# Sinan Bytyqi
Sinan Bytyqi (Prizren, 15 gennaio 1995) è un allenatore di calcio ed ex calciatore austriaco naturalizzato kosovaro, di ruolo centrocampista, collaboratore tecnico dello Shenzhen Xin Pengcheng.

## Biografia
Nato a Prizren in Kosovo, da genitori di etnia albanese, crebbe in Austria.

## Carriera

### Club
Nel 2012 viene acquistato dalla squadra inglese del Manchester City per giocare nella squadra delle riserve.
L'8 gennaio 2015 viene ceduto in prestito fino a fine stagione alla squadra olandese del Cambuur.
Il 30 agosto 2016 è passato ai Go Ahead Eagles con la medesima formula.

### Nazionale
Ha giocato nelle diverse Nazionali giovanili austriache fino ad arrivare all'Under-21 con la quale ha debuttato nel 2014.
Il 30 agosto 2016, il commissario tecnico del Kosovo Albert Bunjaku ha convocato Bytyqi in vista della partita valida per le qualificazioni al mondiale 2018 da disputarsi contro la Finlandia. Per Bytyqi – e per tutti gli altri giocatori che avessero già militato in un'altra Nazionale – sarebbe servito il via libera a rappresentare il Kosovo dalla FIFA.

### Dopo il ritiro
Il 1º gennaio 2017 si ritira dal calcio giocato per problemi di cuore. Tuttavia la dirigenza del Manchester City, visti i buoni rapporti intrattenuti con il giocatore, gli riserverà un posto nella squadra degli osservatori.

## Statistiche

### Presenze e reti nei club
Statistiche aggiornate al 30 agosto 2016.
| Stagione        | Squadra          | Campionato      | Campionato | Campionato | Coppe nazionali | Coppe nazionali | Coppe nazionali | Coppe continentali | Coppe continentali | Coppe continentali | Altre coppe | Altre coppe | Altre coppe | Totale | Totale |
| Stagione        | Squadra          | Comp            | Pres       | Reti       | Comp            | Pres            | Reti            | Comp               | Pres               | Reti               | Comp        | Pres        | Reti        | Pres   | Reti   |
| --------------- | ---------------- | --------------- | ---------- | ---------- | --------------- | --------------- | --------------- | ------------------ | ------------------ | ------------------ | ----------- | ----------- | ----------- | ------ | ------ |
| gen.-giu. 2012  | Admira/Wacker II | RLO             | 2          | 0          | -               | -               | -               | -                  | -                  | -                  | -           | -           | -           | 2      | 0      |
| gen.-giu. 2015  | Cambuur          | ED              | 8          | 0          | CO              | 1               | 0               | -                  | -                  | -                  | -           | -           | -           | 9      | 0      |
| ago. 2016-2017  | Go Ahead Eagles  | ED              | 0          | 0          | CO              | 0               | 0               | -                  | -                  | -                  | -           | -           | -           | 0      | 0      |
| Totale carriera | Totale carriera  | Totale carriera | 10         | 0          |                 | 1               | 0               |                    | -                  | -                  |             | -           | -           | 11     | 0      |